# Mark Jones (cầu thủ bóng đá, sinh tháng 9 năm 1961)
Mark Jones (sinh ngày 26 tháng 9 năm 1961) là một cựu cầu thủ bóng đá người Anh. Trong suốt sự nghiệp, ông có hơn 200 lần ra sân ở Football League khi thi đấu cho Oxford United, Swindon Town và Cardiff City.

## Sự nghiệp
Sinh ra ở Berinsfield, Jones khởi đầu sự nghiệp với câu lạc bộ quê nhà Oxford United nơi ông nằm trong đội hình giành nhiều lần thăng hạng liên tiếp giúp đội bóng lên chơi ở Second Division. Ông gia nhập Swindon Town vào tháng 10 năm 1986 với mức giá 30.000 bảng Anh, giúp đội bóng thăng hạng lên Second Division trong mùa giải đầu tiên ông thi đấu. Tuy nhiên, vấn đề chấn thương dai dẳng khiến ông phải sang Cardiff City ở Fourth Division nhưng mặc dù vượt qua được chấn thương, ông vẫn bị giải phóng hợp đồng vào tháng 5 năm 1992.